# Нарощування волосся
Нарощування волосся — перукарська процедура з додавання додаткових пасом до природного волосся людини, що збільшує  довжину та об'єм.
Для процедури використовується натуральне волосся або канікалон.
Це дозволяє кардинальним чином змінити стиль зачіски.
Час, на яке розраховано нарощування, становить приблизно 2-3 місяці, після чого потрібна корекція. Це пов'язано з тим, що природне волосся за вказаний період відростає, і  нарощене волосся стає видно,а  також, у зв'язку з природною втратою волосся (до 90 шт у добу),а волосся, що випало не самоліквідується, а залишається затиснутим в кріпленні, чому утворюються сплутаності і, згодом, ковтуни на нарощених пасмах.
Існує декілька технологій нарощування, що відрізняються за способом фіксації(кріплення).

## Історія
Масове нарощування волосся почало застосовуватися з 1960-х років, активне поширення набуло пізніше (1990-ті роки).[джерело не вказане 2028 днів]
При цьому, історія свідчить, що нарощування волосся сягає своїм корінням в далеке минуле, а саме в тисячі років тому до Нашої Ери. Річ в тім, що археологи — єгиптологи знайшли череп жінки з нарощеним волоссям, вік якого перевищує 3000 років! При цьому вид нарощування максимально близький до капсульного або смоляному!

## Процедура нарощування волосся
Можна виділити кілька етапів, що не залежать від застосовуваної технології:
1. Консультація. Спільно з клієнтом визначають бажану мету (збільшення довжини всіх волосся, створення складної зачіски, вибіркове додавання кольорових пасом і ін.), тип нарощуваних волосся, найбільш відповідну технологію. Переконуються, що довжина і якість власних волосся клієнта підходить для обраного способу нарощування (інакше будуть видні місця фіксації пасом).
2. Підготовка волосся. Для хорошого результату волосся повинні бути чистими, не містити на собі слідів коштів укладання, жиру. Якщо потрібно змінити колір базових волосся клієнта, зробити завивку або випрямлення — ці процедури також виконують на цьому етапі.
3. Підготовка пасом. Як правило, первинна механічна, термічна і хімічна обробка, а також поділ на пасма, проходить на фабриці, таким чином, додаткова підготовка не потрібна.
4. Нарощування.
5. Заключна обробка. На цьому етапі контролюють отриманий результат, виконують стрижку та укладку. Для кожної технології мається на увазі свій спосіб кріплення пасом. Але при цьому можна виділити загальні дії: виділення пасма волосся клієнта потрібного розміру і кріплення донорських волосся до волосся клієнта. Згодом для кращого результату рекомендується виконувати адаптаційну стрижку.

## Види
- Холодне і гаряче нарощування. Перша група включає методи фіксації на спеціальний клей або металеві кліпси. При гарячому нарощуванні використовується кератин або смола, яка при розплавлюванні й подальшому застиганні утворює капсулу, що охоплює нарощувану і базову пасма.

Після закінчення двох — трьох місяців використання пасма або знімають зовсім або виробляють процедуру корекції, яка полягає в наступному:
1. волосся знімають спиртовим складом і відрізають місця фіксації (при гарячих види нарощування) або знімають полімерний клейкі стрічки, не зрізуючи її (для холодних видів нарощування).
2. роблять перекапсуляцію — заново вручну наносять кератіновую капсулу на пасмо (для гарячих видів нарощування волосся) або наносять новий полімер-скотч на стрічку (для холодних видів нарощування волосся).
3. виробляють процедуру нарощування;
4. заповнюють втрачені в процесі носіння волосся, додавши нові пасма. В основному така необхідність виникає у гарячих видів нарощування через великий відсоток вичосу волосся з пасом. Для стрічкового нарощування необхідність у додаванні пасом відсутній за мінімального вичосу волосся пасма.

На відміну від нарощеного волосся, волосся на заколках (кліпсах) не потребують процедури корекції. Також їх можна знімати, якщо ви хочете щоб ваша голова відпочила від довгого волосся. При цьому необхідно пам'ятати, що волосся на заколках неправильно розподіляють вагу пасма по поверхні голови, так як досить великі пасма (до 20 см шириною) можуть кріпиться всього 3-4 шпильках і тягнути корінь волоса в місцях її кріплення. У Зв'язку з цим волосся на заколках не рекомендується носити частіше 1 рази в тиждень!
- Часто технологію називають по тій країні, де вперше з'явився метод: «іспанська» (спеціальний клей і активатор або однокомпонентний клей), «італійський» (вже нанесений на пасма кератин і термощипці), «англійський» (термопістолет і смола) і т. д.

Стрічкове нарощування волосся — створена і запатентована німецькою компанією Arcos технологія нарощування волосся. Офіційна назва технології — «Hair Talk». Використовується поліуретанова стрічка товщиною 0.5 мм, шириною 3 см, заввишки 7 мм. Стрічки кріпляться на запатентований гіпоалергенний німецький полімер фірми Arcos. Для нарощування використовуються слов'янські та європейські волосся. Технологія створена в Німеччині в 2004 році, але в Росію прийшла тільки з 2006 року. На сьогоднішній день стрічкове нарощування є найбільш безпечною технологією нарощування волосся, що підтверджують чотирирічні дослідження німецькими трихологами компанії arcos.
Стрічкове нарощування з імітацією росту волосся — Те ж саме стрічкове нарощування від компанії Arcos, але із застосуванням силіконових стрічок з ушитими в них волоссям, з так званої «імітацією росту волосся». Стрічка товщиною 1 мм, довжиною 3 см, заввишки 0,7 див. Стрічка кріпиться також на німецьку полімер. Для нарощування використовуються російські і слов'янські волосся. Дана технологія аналогічна простому стрічкового нарощування і відрізняється лише формою і шириною пасма, тому також є безпечною технологією. У
Тресове нарощування волосся — В народі ця технологія також називається «афронаращування» або «голлівудське нарощування» по суті є пришиванням тресс до волосся (волосся сплетених або прошитих у стрічку близько 1.4 метра завдовжки) до заздалегідь заплетенному брейду (кіска, туго заплетена вздовж голови) на голові клієнта. Пришивається такий тресс звичайними нитками за допомогою швейної голки. Відносно безпечна технологія нарощування волосся. Вік даної технології відстежити вкрай важко, так як ще в древніх африканських племенах жінки пришивали собі на кіски тресс ручної роботи.
Капсульне нарощення волосся — Ця технологія з'явилася в 1991 році в Італії, тому також називається Італійським нарощуванням. Донорське волосся кріпиться до волосся клієнта на пасмо 0.5 - 1 см за допомогою гарячих щипців, розігрітих до 180-200 С. Під впливом високих температур кератинова капсула розплавляється і майстер пальцями скручує розм'якшений кератин, скріплюючи донорське волосся з волоссям клієнта. Потім пасмо фіксується гарячими щипцями, формують капсулу, яка залишається у вигляді «рисинків». На сьогодні це самий застарілий вид нарощування і у зв'язку з цим найбільш небезпечна технологія для волосся клієнта. У 2008 році Мадридський центр трихології та естетичної хірургії Імема заявив про пряму шкоду капсульного методу нарощування волосся. Дана заява була заснована на вивченні волосся клієнтів, які робили гаряче капсульне нарощування хоча б одного разу і не менше 50 пасом. При цьому було виявлено, що на волоссі клієнта в місцях кріплення капсул ще в момент нарощування утворювалися заломи через скручування пасма, які фізично не можуть розпрямитися, і волосся на яких коли-небудь була капсула — ламалися в місцях залому протягом 1-3 місяців. Також було виявлено шкоду для волосяного фолікула через неправильного розподілу ваги волосся; на ділянку менше 1 см кріпилося занадто важке донорське волосся, до того ж вага самої кератиновой капсули призводить до випадання волосся клієнта. Дана технологія не рекомендується трихологами через небезпеку виникнення алопеції (випадінню волосся).
Ціна на нарощування волосся. Вартість послуги залежить від кількості прядей: до 150 - 2700 грн, від 150 прядей - 3000 грн, від 200 прядей 3300 грн. Варто відмітити, що саме волосся не входить у вартість послуги. Ціна на саме волосся від 250$ за 100 грам.